# Nuklearna obitelj
Nuklearna obitelj (ili jezgrena obitelj) je termin kojim se u sociologiji i antropologiji smatra zajednicom sastavljenom od majke, oca i djece. Nuklearna obitelj se smatra najmanjom i osnovnom jedinicom društva i mjestom u kojem se ostvaruje ljudska reprodukcija - kako biološka, tako i društvena.
U današnjim industrijaliziranim društvima Zapada je nuklearna obitelj najčešći oblik obitelji. U gospodarski manje razvijenim dijelovima svijeta češće živi u obiteljskoj zajednici širi krug srodnika - gdje pod istim krovom žive još i djed i baka, a često i drugi srodnici koji zajednički privrjeđuju i snose troškove života, te si uzajamno osiguravaju društvenu i emocionalnu podršku.
Korištenje termina uvriježilo se u društvenim znanostima ubrzo nakon II. svjetskog rata; jednu od ranih definicija daje nam utjecajni antropolog George Murdock u knjizi "Socijalna struktura" iz 1949. godine: "Obitelj je socijalna grupa koju određuje zajedničko stanovanja, ekonomska suradnja i reprodukcija. Sastoji se od odraslih osoba oba spola, od kojih barem dvoje održavaju socijalno odobrenu seksualnu vezu, te jedno ili više djece, vlastite ili posvojene, tih seksualno povezanih odraslih osoba. ...Naši čitatelji prepoznaju nuklearnu obitelj kao oblik koji se prihvaća u našem društvu do isključivanja svih drugih oblika. Kod većine naroda na svijetu, međutim, nuklearne obitelji se povezuju, poput atoma u molekuli, u veće agregate... Proširena obitelj se sastoji od dvije ili više nuklearnih obitelji povezanih u pravilu proširenjem odnosa roditelj - dijete, a ne odnosa muž - žena, tj. nuklearna obitelj jedne odrasle osobe u braku pridružuje se nuklearnoj obitelji njegovih roditelja."